# Darius & Finlay
Darius & Finlay ist ein österreichisches Musikproduzenten- und DJ-Duo, das 2008 von Christian Gmeiner und Johann Gmachl gegründet wurde.
Bei ihrer ersten Tour traten Christian Gmeiner und Chris Antonio gemeinsam als Duo mit ihrem Song Do It All Night auf. Nach der Tour konzentrierte sich Chris Antonio auf sein eigenes Musikprojekt Dirty Impact, während Gmeiner mit Johann Gmachl weiter als Darius & Finlay auftrat. Ende 2020 verließ Gmachl das Projekt, um eine Solokarriere unter dem Künstlernamen Moodygee zu starten. Seitdem sind Christian Gmeiner und Chris Antonio wieder gemeinsam unter dem Namen Darius & Finlay aktiv.
Bekannt wurde das Duo insbesondere durch die Songs Do It All Night und Rock to the Beat.

## Geschichte

### 2009: Musikalischer Durchbruch
Destination war die erste Erfolgssingle von Darius & Finlay im Jahr 2008. Sie konnte sich schon kurz nach der Veröffentlichung in den österreichischen Verkaufscharts behaupten. Die Stimme des Songs gehört dem US-amerikanischen Sänger Nicco. Im selben Jahr erschien auch Do It All Night, wieder mit Sänger Nicco. Der Song wurde ein großer Clubhit und war auch in den Verkaufscharts in Österreich und Deutschland zu finden. Zudem wurde 2009 das Projekt Darius & Finlay zu der Major-Company Sony Music Germany lizenziert

### 2010: Do It All Night Vol. 1
Ihre dritte Single Rock To The Beat erschien 2010 und wurde ein großer Hit sowohl in Deutschland als auch in Österreich. Sie erreichte Platz 28 in den Deutschen Albumcharts und Platz 14 in den österreichischen Verkaufscharts. Rock To The Beat war 2010 außerdem Platz 2 der Offiziellen Deutschen Dance-Jahrescharts und auch in vielen weiteren Ländern Europas in den DJ und Clubcharts zu finden.
Ende April 2010 wurde dann Zeigt Mir 10 (Explode 3) veröffentlicht. Diesmal wirkten der DJ Shaun Baker und die Seaside Clubbers mit. Ein erneutes Remake des klassischen „Explode-Themas“ von Shaun Baker allein. Hierbei wirkte der Sänger Danzel bei der englischen Version bzw. die Seaside Clubbers bei der deutschen Version mit. Auch dieser Song war in den Verkaufscharts zu finden, außerdem war er einer der offiziellen WM-Endspiel Songs.
Ebenso erschien 2010 Hold On. Zusammen mit Nicco stellten sie den Song bei den Ballermann Hits 2010 in Bulgarien vor. Schon kurz nach dem Release schoss der Song in die Single-Charts vieler Länder. Nach einigen Wochen folgte die Veröffentlichung ihrer Kompilation Do it All Night Vol.1, die es bis in die Top 10 der Deutschen und Österreichischen Sampler-Charts schaffte.

### 2011: Do It All Night Vol. 2
Das Jahr 2011 begann mit Till Morning, ihrer sechsten Single, einmal mehr aufgenommen mit Sänger Nicco. Darauf folgten She’s A Freak mit Tibration und Here Comes the Night mit Daz. Wie bisher waren auch diese Singles in den Deutschen und Österreichischen Charts zu finden. Die darauffolgenden Songs Generation Fascination mit Shaun Baker waren weniger erfolgreich. Danach kam UBAP in zusammen Arbeit mit Tom Mountain.Ubap war in Österreich in den Dance Charts auf Platz 1.
Am 29. Juli 2011 erschien die zweite Do-It-All-Night-Kompilation. Auch diese stieg hoch in die Sampler-Charts ein. In Deutschland erreichte sie Platz 12 und in Österreich Platz 8. Sie enthält neben ihren neuen Hits wie She’s A Freak oder Here Comes the Night auch andere große Club-Hits wie Miss Sunshine von R.I.O. oder DJ Antoines Welcome To St. Tropez.

### 2012: Single-Charterfolge in Mitteleuropa
2012 wurde Do It All Night in einer neu überarbeiteten Version als Do It All Night 2k12 veröffentlicht. Das altbekannte Thema in neuer Verpackung konnte wieder etliche Top 100 in einigen Ländern Europas stürmen und war in der Schweiz mit Platz 11 am erfolgreichsten. Bei dieser Version von Do It All Night wirkte neben Nicco, auch der deutsche Rapper Carlprit mit.
Nach dem Erfolg nahm Sänger Nicco mit dem Deutschen Dance-Projekt R.I.O. die Single Party Shaker auf, im Gegenzug wechselte R.I.O.s Frontsänger Tony T. zu Darius & Finlay. Daraus resultierte der Song Phenomenon, der am 3. August 2012 als Single erschien und direkt in die Österreichischen Charts einstieg, wo er für drei Wochen Platz 26 erreichte.
Im Oktober 2012 erschien eine weitere Single mit Nicco, sie trägt den Titel Get Up und stieg bis in die Top-70 der deutschen iTunes und bis auf Platz 84 in den Deutschen Single-Charts und in Österreich bis in die Top-10 der Hitparade. In der Schweiz wurde keine Platzierung erreicht.

### 2013:Summer Is Here
Im Frühjahr 2013 nahmen sie zusammen mit Emanuel den Titel Enjoy Your Life auf. Dieser wurde am 31. Mai 2013 veröffentlicht und konnte innerhalb kürzester Zeit die Österreichischen iTunes-Charts stürmen und konnte sich bis in die Top-30 vorarbeiten. Parallel mit der Single gaben sie ein neues Album bekannt.
Ebenfalls im Mai 2013 setzten gemeinsam mit Shaun Baker sie das Projekt DF&S in Gang. Der Titel DF&S setzt sich aus den Namen Darius, Finlay & Shaun Baker zusammen. Die erste Single des Projekts heißt Bang Bang (Explode), die sie mit der Sängerin Ceresia und dem Rapper Ron Carrol aufnahmen. Bereits nach wenigen Stunden konnte der Titel bis in die Top-40 der deutschen iTunes-Charts steigen.
Ende Mai 2013 wurde das Album Summer Is Here angekündigt. Es ist anders als die Kompilationen Do It All Night Vol. 1 und Do It All Night Vol.2 ein Studioalbum und enthält viele neue Songs zusammen mit Künstlern wie Tony T., Nicco oder Jai Matt und wenige ältere bisher erschienene Songs. Die Veröffentlichung erfolgte am 7. Juni 2013.
Der Track Get Away erschien am 16. August 2013 als Single. Gesungen wird der Titel von Jai Matt und Nicco. Er war die erste Single, die es seit Bang Bang wieder in die deutschen Single-Charts schaffte. Dort erreichte das Lied Platz 71. In Österreich stieg Get Away auf Platz Nummer 22 ein. Anzumerken ist hierbei, dass für das Musikvideo, der Club-Mix als Hintergrundmusik dient.

### Seit 2014: Souveräner Erfolg in Österreich
Im Januar 2014 brachten sie die Single Dance zusammen mit Marwill heraus. Im Mai 2014 folgte die Single I Am Not A Millionaire mit der Sängerin „Jen“. Das Video zu I Am Not A Millionaire spielt in der Westernzeit Mitte des 19. Jahrhunderts, den Falschspieler „El Rock“ verkörperte Franz Müllner (Kraftsportler). Das deutsche DJ-Duo Bodybangers steuerte einen erfolgreichen Remix bei.
Im Frühjahr 2015 erschien mit Tropicali die letzte Single-Auskopplung aus ihrem ersten Studioalbum. Die Single-Version unterschied sich deutlich vom Original und orientierte sich an dem zu der Zeit wachsenden Tropical-House-Stil. Auch ein Musikvideo wurde produziert. In den Single-Charts ihres Heimatlandes rückten sie bis auf Platz 21 vor. Der im April 2015 erschienene Nachfolger Firestarter, eine Zusammenarbeit mit Nicco erreichte ähnlichen Erfolg.
Im Sommer 2015 veröffentlichten sie eine Cover-Version des Klassikers San Francisco (Be Sure to Wear Flowers in Your Hair) von Scott McKenzie aus dem Jahr 1967. Hierbei arbeiteten sie mit dem Dance-Projekt Tom Borijn zusammen. Im Gegensatz zu den vorhergegangenen Singles, erreichten sie mit San Francisco wieder eine Top-15-Platzierung. Gemeinsam mit TK Tycoon veröffentlichten sie im Winter 2015 mit dem Track Sniff It eine Bass-House-Produktion.
Im Folgejahr erschien mit World’s Crashing Down eine, sich am Big-Room-Stil orientierte Single, dessen Vocals Aili Teigmo beisteuerte. Der Nachfolger New Horizons wurde ebenfalls mit Teigmo aufgenommen und stellte die offizielle Hymne des Lake Festivals dar.
Im Januar 2017 veröffentlichten sie in Zusammenarbeit mit Sängerin Erika das Lied I Don’t Know, das wie es bei früheren Singles war, in einer Reihe unterschiedlicher Versionen, darunter für Festival-, Radio- und Club-Verwendung unterteilt war. Die Radio-Version erschien im, zu der Zeit sehr beliebten Trap-Stil. Der im Folgemonat erschienene Track Can’t Sleep erhielt vergleichsweise wenig Aufmerksamkeit.
Im Sommer 2017 veröffentlichten sie das Lied Was immer bleibt. Dieses enthält Vocals von der Malle-Sängerin Isi Glück und orientiert sich an einer Mischung aus entsprechender Stimmungsmusik und Hands-Up beziehungsweise Eurodance. Kommerzieller Erfolg blieb jedoch aus. Kurz darauf erschien einen Trap- sowie eine Hardstyle-Version des klassischen Adagio-For-Strings-Themas. Im Spätsommer 2017 erschien der, mit Mr. Shammi produzierte Song Discotek People, der sich an dem „Left-to-Right“-Trend orientierte.
Im August 2017 veröffentlichten sie zum 15-jährigen Jubiläum eine Neuversion des Themas Explode, das ursprünglich gemeinsam mit Shaun Baker produziert wurde. Unter dem Titel Xplode erschien über Armin van Buurens Armada Music eine EP, bestehend aus Remixen vom Duo selber, basierend auf einem Hardstyle-Drop, von Avancada im Big-Room- sowie von Graham Bell und Yoel Lewis im Trance-Stil. Letzterer erhielt starke Aufmerksamkeit auf verschiedenen Festivals, wurde jedoch stark mit dem Track If It Ain’t Dutch von Armin van Buuren und W&W verglichen.
Das DJ- und Produzenten-Team ist Inhaber des Labels Trak Music auf dem nicht nur eigene Musik veröffentlicht werden. Auch Compilations wie Millennium oder Welle 1 werden über das Label abgewickelt. 2014 wurden sie mit dem Amadeus Award, in der Kategorie „Electronic / Dance“ ausgezeichnet.

## Diskografie

### Studioalben
| Jahr | Titel          | Höchstplatzierung, Gesamtwochen, AuszeichnungChartplatzierungen (Jahr, Titel, Platzierungen, Wochen, Auszeichnungen, Anmerkungen) | Höchstplatzierung, Gesamtwochen, AuszeichnungChartplatzierungen (Jahr, Titel, Platzierungen, Wochen, Auszeichnungen, Anmerkungen) | Höchstplatzierung, Gesamtwochen, AuszeichnungChartplatzierungen (Jahr, Titel, Platzierungen, Wochen, Auszeichnungen, Anmerkungen) | Anmerkungen                        |
| Jahr | Titel          | DE | AT | CH | Anmerkungen                        |
| ---- | -------------- | --- | --- | --- | ---------------------------------- |
| 2013 | Summer Is Here | — | AT19 (3 Wo.)AT | — | Erstveröffentlichung: 7. Juni 2013 |

Weitere Veröffentlichungen
- 2017: Made in Srbija Vol. 1

### Kompilationen
| Jahr | Titel                  | Höchstplatzierung, Gesamtwochen, AuszeichnungChartplatzierungen (Jahr, Titel, Platzierungen, Wochen, Auszeichnungen, Anmerkungen) | Höchstplatzierung, Gesamtwochen, AuszeichnungChartplatzierungen (Jahr, Titel, Platzierungen, Wochen, Auszeichnungen, Anmerkungen) | Höchstplatzierung, Gesamtwochen, AuszeichnungChartplatzierungen (Jahr, Titel, Platzierungen, Wochen, Auszeichnungen, Anmerkungen) | Anmerkungen                          |
| Jahr | Titel                  | DE | AT | CH | Anmerkungen                          |
| ---- | ---------------------- | --- | --- | --- | ------------------------------------ |
| 2010 | Do It All Night Vol. 1 | DE8* (6 Wo.)DE | AT4* (9 Wo.)AT | — | Erstveröffentlichung: 6. August 2010 |
| 2011 | Do It All Night Vol. 2 | DE12* (3 Wo.)DE | AT8* (6 Wo.)AT | — | Erstveröffentlichung: 29. Juli 2011  |

### Singles
| Jahr | Titel Album                                    | Höchstplatzierung, Gesamtwochen, AuszeichnungChartplatzierungen (Jahr, Titel, Album, Platzierungen, Wochen, Auszeichnungen, Anmerkungen) | Höchstplatzierung, Gesamtwochen, AuszeichnungChartplatzierungen (Jahr, Titel, Album, Platzierungen, Wochen, Auszeichnungen, Anmerkungen) | Höchstplatzierung, Gesamtwochen, AuszeichnungChartplatzierungen (Jahr, Titel, Album, Platzierungen, Wochen, Auszeichnungen, Anmerkungen) | Anmerkungen                                                                        |
| Jahr | Titel Album                                    | DE | AT | CH | Anmerkungen                                                                        |
| ---- | ---------------------------------------------- | --- | --- | --- | ---------------------------------------------------------------------------------- |
| 2009 | Destination Do It All Night Vol. 1             | — | AT53 (7 Wo.)AT | — | Erstveröffentlichung: 24. April 2009 feat. Nicco                                   |
| 2009 | Do It All Night Do It All Night Vol. 1         | DE83 (1 Wo.)DE | AT34 (23 Wo.)AT | — | Erstveröffentlichung: 11. Dezember 2009 feat. Nicco                                |
| 2010 | Rock to the Beat Do It All Night Vol. 1        | DE28 (15 Wo.)DE | AT14 (24 Wo.)AT | — | Erstveröffentlichung: 22. Januar 2010 feat. Nicco                                  |
| 2010 | Zeigt mir 10 (Explode3) Do It All Night Vol. 1 | DE58 (15 Wo.)DE | AT20 (22 Wo.)AT | — | Erstveröffentlichung: 30. April 2010 feat. Shaun Baker; Vocals by Seaside Clubbers |
| 2010 | Hold On Do It All Night Vol. 1                 | DE43 (4 Wo.)DE | AT20 (12 Wo.)AT | — | Erstveröffentlichung: 30. Juli 2010 feat. Nicco                                    |
| 2011 | Till Morning Do It All Night Vol. 2            | DE70 (3 Wo.)DE | AT53 (2 Wo.)AT | — | Erstveröffentlichung: 18. Februar 2011 feat. Nicco                                 |
| 2011 | She’s a Freak Do It All Night Vol. 2           | DE91 (1 Wo.)DE | AT59 (1 Wo.)AT | — | Erstveröffentlichung: 6. Mai 2011 feat. Tibration                                  |
| 2011 | Here Comes the Night Do It All Night Vol. 2    | DE58 (3 Wo.)DE | AT33 (3 Wo.)AT | — | Erstveröffentlichung: 22. Juli 2011 feat. Daz                                      |
| 2012 | Do It All Night 2k12 Summer Is Here            | DE34 (3 Wo.)DE | AT21 (8 Wo.)AT | CH11 (6 Wo.)CH | Erstveröffentlichung: 11. Mai 2012 feat. Nicco & Carlprit                          |
| 2012 | Phenomenon Summer Is Here                      | — | AT26 (3 Wo.)AT | — | Erstveröffentlichung: 3. August 2012 feat. Tony T.                                 |
| 2012 | Get Up Summer Is Here                          | DE84 (1 Wo.)DE | AT10 (6 Wo.)AT | — | Erstveröffentlichung: 2. November 2012 mit Nicco                                   |
| 2013 | Enjoy Your Life Summer Is Here                 | — | AT18 (6 Wo.)AT | — | Erstveröffentlichung: 31. Mai 2013 mit Emanuel                                     |
| 2013 | Bang Bang                                      | DE43 (5 Wo.)DE | AT38 (5 Wo.)AT | — | Erstveröffentlichung: 7. Juni 2013 als DF&S feat. Ceresia & Ron Carroll            |
| 2013 | Summer Is Here                                 | — | AT37 (3 Wo.)AT | — | Erstveröffentlichung: 10. Juni 2013 mit Mr. Shammi                                 |
| 2013 | Tonight Summer Is Here                         | — | AT74 (1 Wo.)AT | — | Erstveröffentlichung: Juni 2013 mit Lulu                                           |
| 2013 | Get Away Summer Is Here                        | DE71 (1 Wo.)DE | AT22 (4 Wo.)AT | — | Erstveröffentlichung: 16. August 2013 mit Jai Matt & Nicco                         |
| 2013 | How I Roll                                     | — | AT41 (5 Wo.)AT | — | Erstveröffentlichung: 25. Oktober 2013 mit TK Tycoon                               |
| 2014 | Dance                                          | — | AT48 (2 Wo.)AT | — | Erstveröffentlichung: 31. Januar 2014 mit Marwill                                  |
| 2014 | I Am Not a Millionaire                         | — | AT34 (6 Wo.)AT | — | Erstveröffentlichung: 18. April 2014 mit Jen                                       |
| 2014 | Misfit                                         | — | AT45 (2 Wo.)AT | — | Erstveröffentlichung: 27. Juni 2014 mit Mr. Shammi                                 |
| 2014 | And I                                          | — | AT11 (5 Wo.)AT | — | Erstveröffentlichung: 7. November 2014                                             |
| 2015 | Tropicali Summer Is Here                       | — | AT21 (5 Wo.)AT | — | Erstveröffentlichung: 13. Februar 2015                                             |
| 2015 | Firestarter                                    | — | AT24 (5 Wo.)AT | — | Erstveröffentlichung: 24. April 2015 mit Nicco                                     |
| 2015 | San Francisco                                  | — | AT12 (6 Wo.)AT | — | Erstveröffentlichung: 24. Juli 2015 vs. Tom Borijn                                 |
| 2016 | World’s Crashing Down                          | — | AT21 (7 Wo.)AT | — | Erstveröffentlichung: 29. April 2016 feat. Aili Teigmo                             |
| 2016 | New Horizons                                   | — | AT34 (2 Wo.)AT | — | Erstveröffentlichung: 15. Juli 2016 feat. Aili Teigmo                              |
| 2018 | Close My Eyes                                  | — | AT68 (1 Wo.)AT | — | Erstveröffentlichung: 30. März 2018 mit Last Night feat. Max Landry                |

Weitere Singles
- 2011: Generation Fascination (feat. Shaun Baker)
- 2012: Ubap (feat. Tom Mountain)
- 2015: Sniff It (feat. TK Tycoon)
- 2017: I Don’t Know (feat. Erika)
- 2017: Can’t Sleep
- 2017: Was immer bleibt (feat. Isi Glück)
- 2017: Adagio for Strings
- 2017: Discotek People (mit Mr. Shammi)
- 2017: Xplode (vs. Avancada)
- 2018: Wicked Man
- 2019: Possible (mit Adam Bü feat. Max Landry)
- 2019: Famous (mit Max Landry und Adam Bü)
- 2020: Not for Sale (mit Maor Miller)
- 2022: Mein kleines Herz (Bam Bam) (mit MartinBepunkt & Shaun Baker; #20 der deutschen Single-Trend-Charts am 18. März 2022[2])